# Verkiezingen voor het Europees Parlement 1984/Kandidatenlijst/PvdA
Hieronder volgt de kandidatenlijst voor de Europese Parlementsverkiezingen 1984 van PvdA/Europese Socialisten.

## De lijst
1. Pieter Dankert
2. Ien van den Heuvel-de Blank
3. Eisso Woltjer
4. Hedy d'Ancona
5. Hemmo Muntingh
6. Phili Viehoff
7. Bob Cohen
8. Ben Visser
9. Alman Metten
10. Johanna B. Krouwel-Vlam
11. Jannis Henri Erasmus
12. P.G. Ketelaar
13. D.F. Toornstra
14. E.E. Bolhuis
15. Johan T. van Minnen
16. Klaas de Vries
17. Alphons Paul Ranner
18. Johannes Petrus van Bergen
19. A.R. Burger
20. P.L.J.M. Nelissen
21. Arend Jan Hilhorst
22. Simon Petrus Maria Vroonhof
23. H.T. Lankamp
24. H. Hartmeijer
25. Gerard Cornelis Metselaar
26. J.M.H.M. Wevers
27. Robert van de Water
28. Ad Melkert
29. Lammert Halfwerk
30. Valentijn van Koppenhagen
31. Hendrik van Dantzig
32. Pieter Cornelis Goosen
33. Boudewijn Bruil
34. Pieter de Vries
35. M.C. Meijvogel
36. Alger Jan Algra
37. Jan Nagel